# برايان فارجو
برايان فارجو (بالإنجليزية: Brian Fargo)‏ هو منتج ألعاب فيديو أمريكي، ولد في 15 ديسمبر 1962 في لونغ بيتش في الولايات المتحدة.